# Reinhard Bredow
Reinhard Bredow (Ilsenburg, 6 de abril de 1947) es un deportista de la RDA que compitió en luge en la modalidad doble.
Participó en dos Juegos Olímpicos de Invierno en los años 1968 y 1972, obteniendo una medalla de oro en Sapporo 1972 en la prueba doble. Ganó cuatro medallas en el Campeonato Mundial de Luge entre los años 1969 y 1973, y dos medallas en el Campeonato Europeo de Luge, en los años 1970 y 1972.

## Palmarés internacional
| Juegos Olímpicos   | Juegos Olímpicos      | Juegos Olímpicos  | Juegos Olímpicos |
| Año                | Lugar                 | Medalla           | Prueba           |
| ------------------ | --------------------- | ----------------- | ---------------- |
| 1972               | Sapporo (Japón)       | Medalla de oro    | Doble            |
| Campeonato Mundial |                       |                   |                  |
| Año                | Lugar                 | Medalla           | Prueba           |
| 1969               | Königssee (RFA)       | Medalla de plata  | Doble            |
| 1970               | Königssee (RFA)       | Medalla de bronce | Doble            |
| 1971               | Valdaora (Italia)     | Medalla de bronce | Doble            |
| 1973               | Oberhof (RDA)         | Medalla de oro    | Doble            |
| Campeonato Europeo |                       |                   |                  |
| Año                | Lugar                 | Medalla           | Prueba           |
| 1970               | Hammarstrand (Suecia) | Medalla de oro    | Doble            |
| 1972               | Königssee (RFA)       | Medalla de oro    | Doble            |